# Пльзень-город
Плзень-город (чеш. Okres Plzeň-město) — один из 7 районов Пльзенского края Чешской Республики. Административный центр — город Пльзень. Площадь — 261,46 кв. км., население составляет 188 407 человек. В районе насчитывается 15 муниципалитетов, из которых 2 — города.

## География
Расположен в центральной части края. Граничит с районами Пльзень-юг, Пльзень-север и Рокицани Пльзенского края.

## Города и население
Данные на 2009 год:
| Город          | Население |
| -------------- | --------- |
| Пльзень        | 174 584   |
| Стари-Пльзенец | 4 748     |

Город Стари-Пльзенец является частью района Пльзень-город с 2007 года; до этого он входил в состав района Пльзень-юг.
| Всего           | Женщин           | Мужчин           |
| --------------- | ---------------- | ---------------- |
| 191 525 (100 %) | 97 702 (51,01 %) | 93 823 (48,99 %) |

Средняя плотность — 732 чел./км²; 93,63 % населения живёт в городах.